# Villaviciosa (Asztúria)
Villaviciosa egy község Spanyolországban, Asztúria autonóm közösségben. Villaviciosa Siero, Gijón, Sariegu, Cabranes, Nava, Piloña és Colunga községekkel határos. Lakosainak száma 15 342 fő (2024).

## Népesség
A település népessége az utóbbi években az alábbiak szerint változott:
| Lakosok száma | 14 211 | 14 166 | 14 520 | 14 775 | 14 989 | 14 820 | 14 455 | 14 439 | 14 984 | 15 342 |
|               | 2001   | 2004   | 2007   | 2009   | 2012   | 2014   | 2017   | 2019   | 2022   | 2024   |